# 普拉尼納附近多別
普拉尼纳附近多別（發音：[ˈdoːbjɛ pɾi plaˈniːni]），是斯洛維尼亞東部多别市镇的聚居地及其行政中心。它傳統上是下施蒂里亞地區的一部分，現在包含在薩維尼亞統計區中。它有自己的小學和郵局。

## 外部連結
- 维基共享资源上的相關多媒體資源：普拉尼納附近多別
- Dobje pri Planini on Geopedia （页面存档备份，存于）